# Baeza
Baeza je město v provincii Jaén ve španělském autonomním společenství Andalusie. Je poměrně malé, žije zde přibližně 16 tisíc obyvatel.
Ve městě se nachází řada památek, z nichž některé patří k nejzachovalejším památkám italské renesance ve Španělsku. Tyto renesanční památky spolu s památkami v Úbedě byly v roce 2003 prohlášeny za kulturní památky světového dědictví.